# Trio Magico
(Mario Gherarducci, 2001)

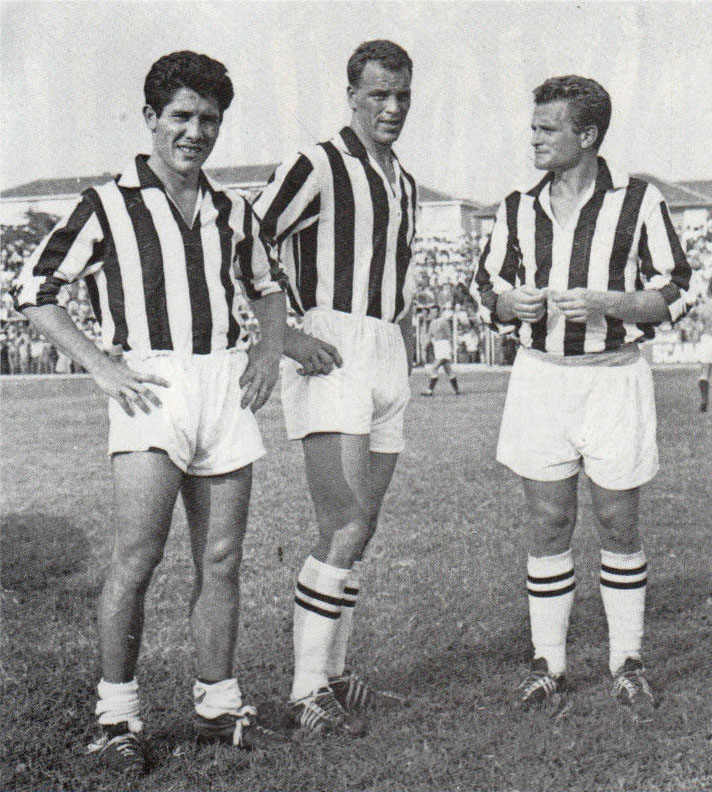
Il Trio Magico della Juventus (1957-1961); da sinistra: Omar Sívori, John Charles e Giampiero Boniperti.

Il termine Trio Magico, inizialmente denominato Trio d'assi e più genericamente noto come Trio Boniperti-Charles-Sívori, indica il celebre tridente di attaccanti centrali che giocò nella società calcistica italiana Juventus Football Club durante quattro stagioni, a cavallo degli anni 50 e 60 del XX secolo. Era composto, in ordine alfabetico e posizionale, dall'allora capitano di Italia e Juventus, l'icona bianconera Giampiero Boniperti, dal nazionale gallese John Charles e dal nazionale argentino Omar Sívori, campione sudamericano 1957, di cui fu eletto miglior giocatore, e vincitore quattro anni più tardi del Pallone d'oro conferito dalla rivista francese France Football.
Il trio guidò il club torinese alla conquista di tre campionati italiani – tra cui il decimo titolo nazionale vinto nella Serie A 1957-1958, definito lo «scudetto della prima stella» per il primato stabilito nell'albo d'oro della massima competizione – e due coppe nazionali consecutive dal 1958 al 1961, emergendo come uno dei più prolifici reparti d'attacco mai ammirati nella storia del calcio italiano. Il tridente Boniperti-Charles-Sívori contribuì a riportare la Juventus ai fasti del Quinquennio d'oro dell'anteguerra: la squadra di quel quadriennio, composta anche da giocatori che diverranno decisivi quali il portiere Carlo Mattrel, il «centromediano sistemista» Sergio Cervato e le ali Bruno Nicolè e Gino Stacchini, è inoltre ricordata tra le formazioni bianconere più competitive e spettacolari del XX secolo, al pari del già citato Quinquennio e del successivo decennio trapattoniano dipanatosi tra gli anni 70 e 80 del Novecento.

## Storia

### Antefatti

Tre dei neoacquisti bianconeri per la stagione 1957-1958, Charles, Sívori e Ferrario, riuniti con il giovane presidente del club, Umberto Agnelli, e il capitano della squadra, Boniperti.

Dopo i successi in Serie A maturati nelle prime stagioni del secondo dopoguerra (1949-1950 e 1951-1952) con un tridente d'attacco di rilievo composto dal giovane Giampiero Boniperti e dai due danesi John e Karl Hansen, a metà degli anni 50 la Juventus attraversò una serie di annate incolori, caratterizzate da organici non all'altezza e posizioni di media se non bassa classifica, in cui patì le affermazioni delle due rivali meneghine, Inter e Milan, oltreché di una rampante Fiorentina. La squadra piemontese, già nove volte campione d'Italia, aveva chiuso le stagioni 1955-1956 e 1956-1957 entrambe a un anonimo nono posto, giungendo dietro a "provinciali" come SPAL e Padova financo a rischiare, nell'ultimo torneo e per la prima volta nella storia del girone unico, la retrocessione in Serie B.
Deciso a invertire la rotta, nell'estate del 1957 l'imprenditore Umberto Agnelli – dal 27 giugno 1956, quand'era ancora impegnato nella leva obbligatoria come tenente, eletto da una giunta di soci, tra cui il fratello maggiore Gianni, presidente del club (dopo peraltro una sua breve reggenza nei mesi precedenti) divenendo, ad appena ventuno anni, il più giovane nella storia ad assumerne la massima carica dirigenziale –, chiamò a Torino due giocatori all'epoca ancora poco conosciuti al pubblico della penisola, l'italo-argentino Omar Sívori e il gallese John Charles, con l'obiettivo di riportare sopra le casacche bianconere uno scudetto che mancava ormai da un lustro.

#### El CabezónSívori

Sívori, all'intervallo della vittoriosa finale di Coppa Italia 1958-1959, esce dal terreno di San Siro accanto all'interista e connazionale Angelillo, due degli Angeli dalla faccia sporca dell'Argentina; per il numero dieci juventino i calzettoni sono, come suo vezzo, rigorosamente abbassati.

Consigliato al Dottore dall'ex bianconero del Quinquennio Renato Cesarini, il quale ne fu il pigmalione nelle giovanili del River Plate, il sudamericano Sívori era un fantasista ventunenne dal tocco mancino che sul rettangolo verde metteva in mostra tutta la sua picardia criolla, quell'«astuzia diabolica» a cui univa genio, visione di gioco e, soprattutto, parecchia irriverenza nei confronti degli avversari, che soleva scherzare a colpi di dribbling, finte, tunnel e gol da posizioni all'apparenza proibitive. Nonostante la giovane età, aveva già avuto modo di cogliere due campionati argentini consecutivi (1955 e 1956) con la maglia dei Millonarios nonché, con quella albiceleste dell'Argentina, il Campeonato Sudamericano del 1957 assieme ai connazionali Corbatta, Maschio, Angelillo e Cruz, un quintetto passato alla storia come Gli angeli dalla faccia sporca. Proprio tale appellativo tradiva il carattere stravagante e un po' indisciplinato del gruppo, in particolar modo di Sívori – coi suoi «calzettoni arrotolati, il ciuffo, il pugno chiuso da caudillo peronista» – il quale venne per questo accolto in Italia tra varie perplessità legate anche al suo corpo minuto, sopra al quale spiccava una folta chioma che gli fece presto guadagnare il soprannome di Cabezón (il testone); nomignolo cui poi si aggiunse, per il perenne «sguardo strafottente», anche quello di Zingaro.

#### IlGigante BuonoCharles

La bandiera Boniperti, nell'estate del 1957, accoglie al Comunale il nuovo arrivato Charles.

Charles, ventiseienne britannico, segnalato ad Agnelli dall'amico Gigi Peronace grande esperto di calcio inglese, era invece all'opposto, sia fisicamente sia caratterialmente. Pur essendo anche lui molto dotato in quanto a tecnica, abile soprattutto nel liberarsi dalle marcature e nel concludere a rete, indifferentemente, con entrambi i piedi, King John (così era da tempo noto oltremanica) era una classica punta d'area di rigore che praticava un gioco semplice e senza fronzoli; insomma, un ariete che si batteva in campo dal primo all'ultimo minuto, bravo a scardinare le retroguardie avversarie e a creare spazi per gli inserimenti dei compagni. La sua imponente mole – che, unita alla grande correttezza e generosità che sempre mostrava in campo, ne fece immediatamente un Gigante Buono agli occhi dei tifosi bianconeri – gli permetteva di eccellere in particolar modo nel gioco aereo tanto che il Leeds Utd, club dov'era salito alla ribalta divenendo, nell'annata 1956-1957, capocannoniere del torneo inglese con uno score di 38 reti, all'occorrenza lo impiegava con successo anche come difensore centrale aggiunto.

#### CapitanBoniperti
I due nuovi arrivi andarono ad affiancare in avanti capitan Boniperti. Irridentemente soprannominato Marisa dagli avversari per via dei boccoli biondi, rimase fedele alla maglia bianconera per tutta la sua carriera da professionista, vestendola per la prima volta nel 1946 quando prese immediatamente le redini del reparto offensivo juventino: un «centrattacco» per certi versi atipico, che spaziava liberamente per il campo, arretrando quando necessario, senza che ciò inficiasse sul suo bottino realizzativo. Capocannoniere a diciannove anni nel campionato 1947-1948, negli anni 50 fu poi uno dei principali elementi che risollevarono una nazionale azzurra orfana del blocco granata perito a Superga.
(Giampiero Boniperti)

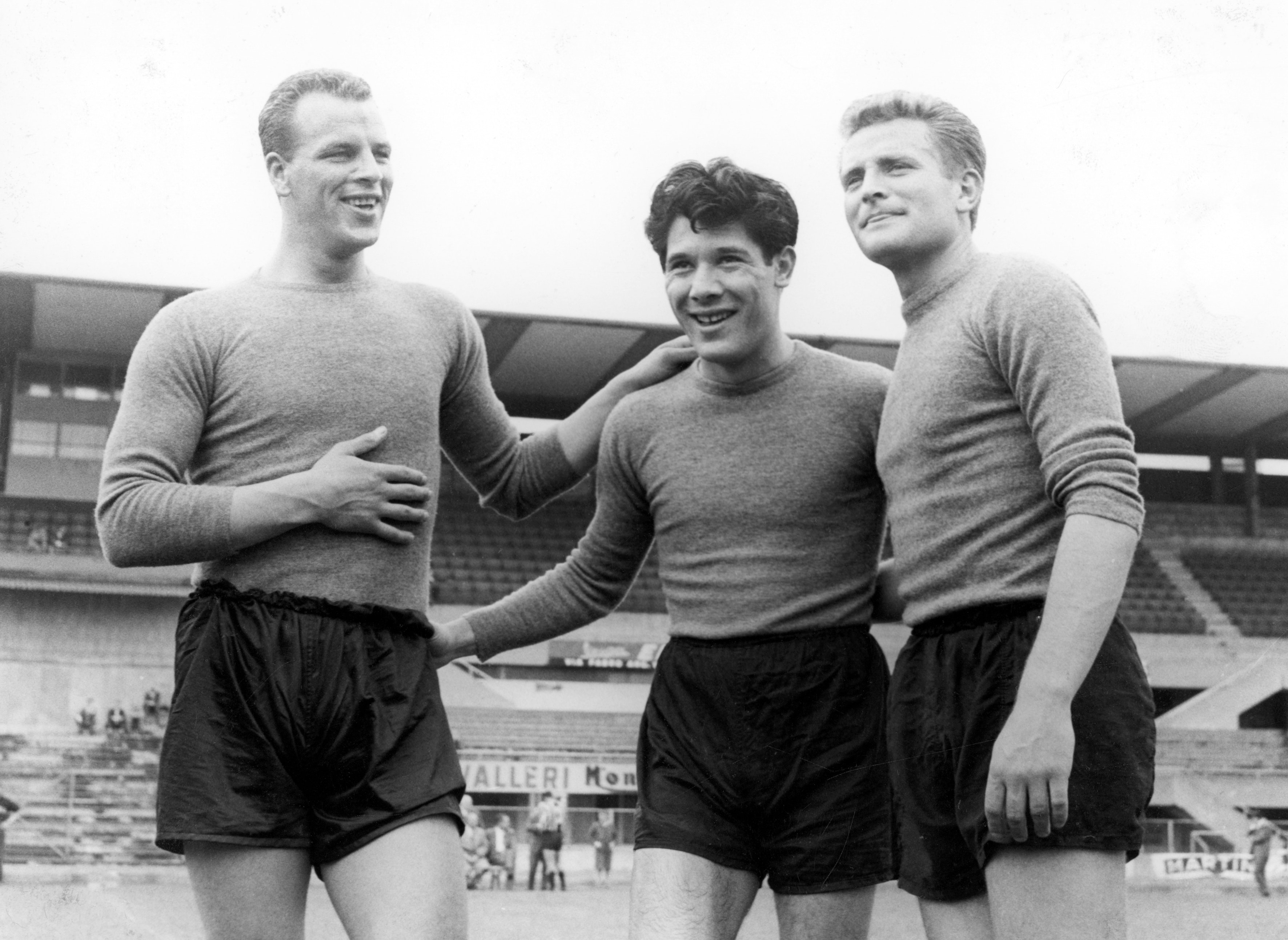
Il primo allenamento assieme del trio al Comunale, 14 giugno 1957.

In Serie A rimase stabilmente in doppia cifra sino alla metà del successivo decennio. Tuttavia, ricalcando una parabola comune ad altri nel suo ruolo, con l'annata 1957-1958 il Sire di Barengo, alla soglia dei trent'anni, si era ritrovato a dover mutare il proprio raggio d'azione come trequartista o mezzala: trasformatosi da bomber a "cervello" della Vecchia Signora, passò quindi dal mettere i palloni in rete al dettare l'ultimo passaggio verso l'area di rigore. Il capitano juventino mostrò la sua duttilità esprimendosi al meglio anche in questa nuova posizione – una scelta in qualche modo consigliata da Gianni Brera, decano del giornalismo sportivo nazionale, il quale proprio in tale frangente coniò, per la prima volta nella lingua italiana, il termine «centro-campista» (inizialmente scritto col trattino) in luogo dei precedenti «mezzala» o «mediano». Nella rinnovata Juventus, Boniperti si apprestava quindi a divenire l'uomo-assist della debuttante coppia-gol bianconera.

### I successi

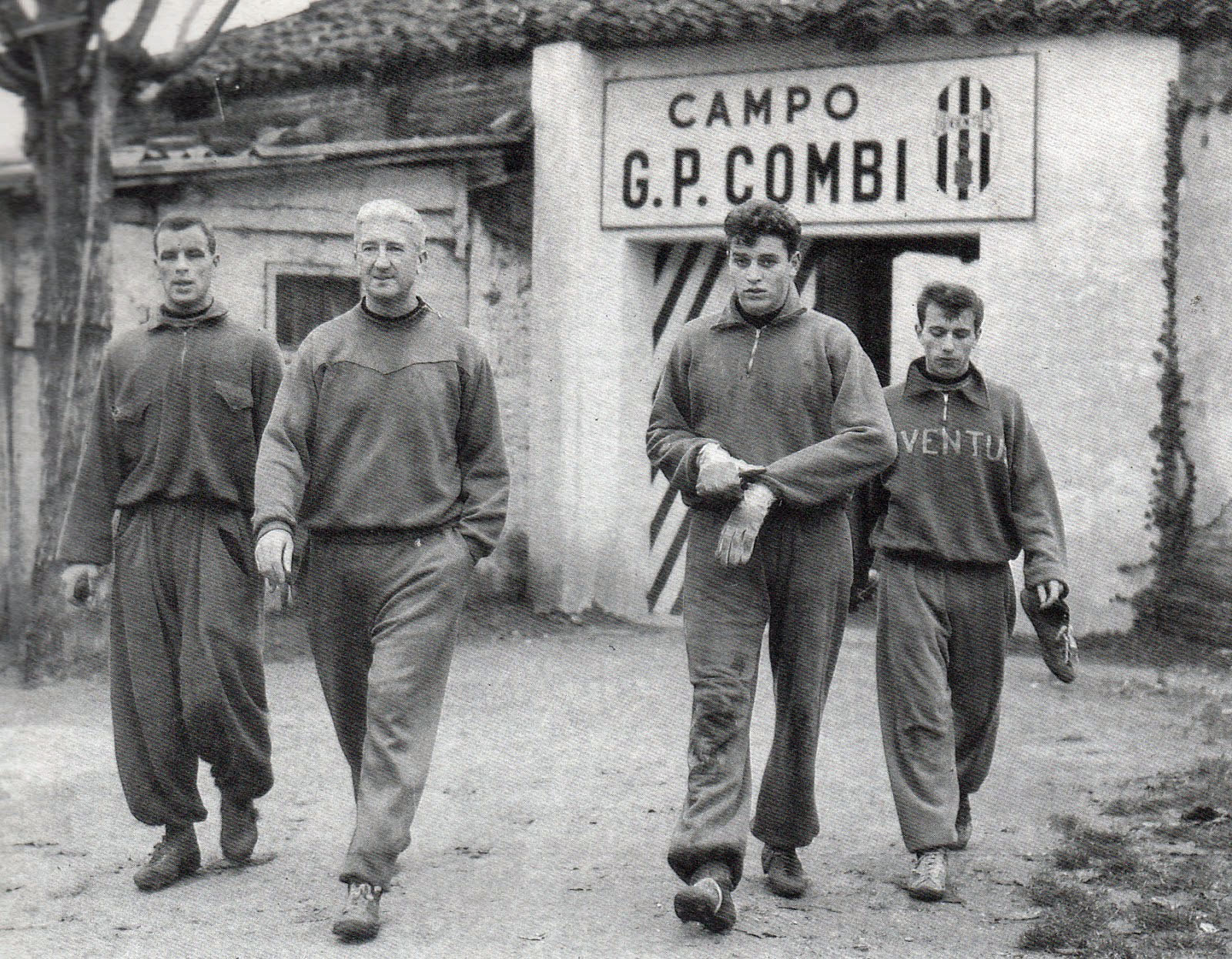
Broćić, il tecnico dello «scudetto della prima stella», al Campo Combi assieme a Charles, Mattrel e Stacchini.

Quelli di Sívori e Charles furono due acquisti decisamente onerosi, rispettivamente 10 milioni di pesos (tra i 160 e i 180 milioni di lire) per l'oriundo – il più grande esborso fin lì compiuto dalla Juventus per il cartellino di un calciatore, non a caso presentato all'epoca dal Calcio e Ciclismo Illustrato come il «più caro del mondo» – e 65 000 sterline (105 milioni di lire) per il gallese: con le cospicue cifre incassate, i precedenti club d'appartenenza poterono completare e ammodernare i loro impianti, rispettivamente El Monumental di Buenos Aires ed Elland Road di Leeds, mentre la Juventus metteva in chiaro i suoi propositi di riscossa nei confronti dei nerazzurri di Jesse Carver (già coach bianconero), dei rossoneri di Gipo Viani e dei viola di Fulvio Bernardini; pur se visto il grande ricambio attuato nell'organico, con otto nuovi innesti nell'undici titolare, i bianconeri non erano nel lotto dei favoriti allo scudetto. A gestire l'ambiziosa formazione torinese arrivò in Italia Ljubiša Broćić, tecnico che si era fatto notare alla guida di Stella Rossa e PSV, il quale si propose direttamente al Dottor Agnelli: una recente e larga vittoria della Jugoslavia sugli azzurri (6-1) aveva infatti destato l'interesse italico nei confronti del calcio serbo-croato, tanto che, come la Juventus, varie società della penisola optarono per un allenatore slavo.

#### 1957-1959

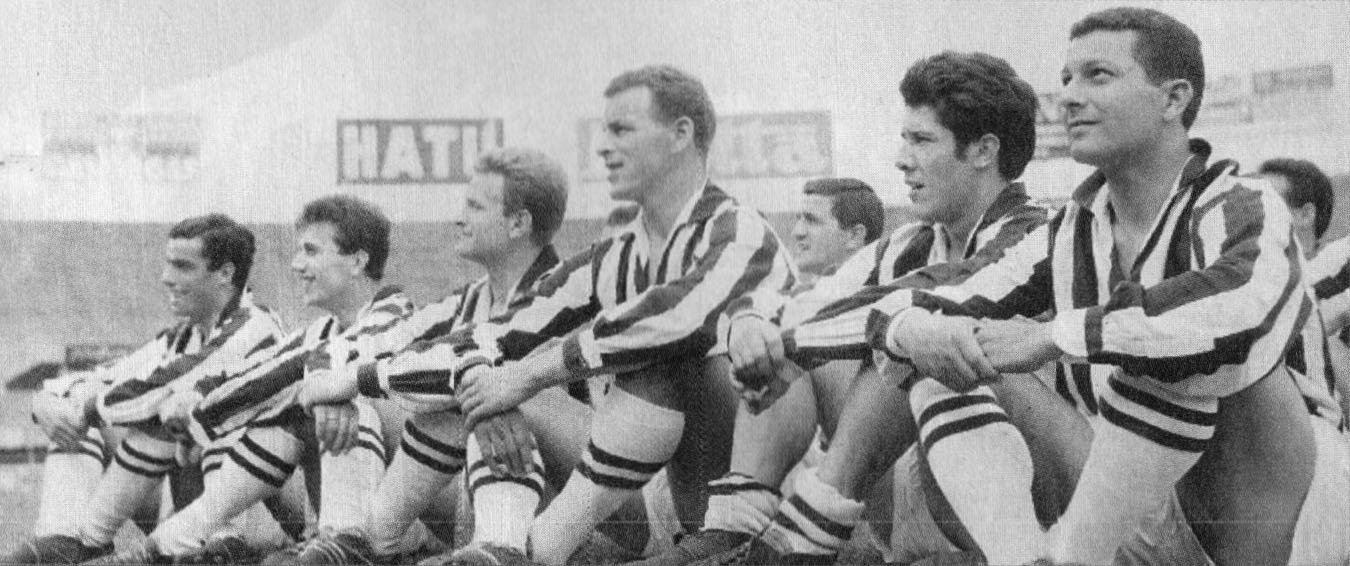
Gli attaccanti bianconeri per la stagione 1957-1958: il giovane neoacquisto Nicolè, Stacchini, Boniperti, Charles, Sivori e Stivanello.

Insieme a calciatori come il giovane portiere Mattrel, il mediano Ferrario, l'ala sinistra Stacchini e il diciassettenne Nicolè il quale si ritagliò presto un suo spazio alle spalle dei tre «mostri sacri» dell'attacco, nel 1958 i piemontesi ebbero la meglio sulla Fiorentina e su un'assoluta rivelazione, il catenacciaro Padova del paròn Nereo Rocco, passando nell'arco di dodici mesi da una paventata retrocessione alla vittoria del titolo italiano; proprio un pareggio a reti bianche coi gigliati, il 4 maggio, diede agli juventini il decimo scudetto della loro storia, cucendosi sul petto quella stella nata, a suggello del nuovo record di campionati vinti, da un'idea dello stesso Umberto Agnelli e poi ratificata come prassi dall'allora Lega Nazionale Professionisti (LNP). La maglia su cui venne apposto il nuovo distintivo, portata al debutto nel 1957-1958, fu inoltre quella che sdoganò il soprannome di Gobbi ai bianconeri: un appellativo entrato nell'iconografia del club grazie alle ampie casacche da gioco, più simili a camicie, indossate da Boniperti, Charles, Sívori e compagni; durante la corsa in campo, queste generavano un curioso rigonfiamento sulla schiena (una sorta di "effetto paracadute") dando l'impressione che i calciatori avessero, per l'appunto, la gobba.

Sívori, Boniperti e Charles escono dal campo di Marassi dopo i due punti conquistati al nel corso del vittorioso campionato 1957-1958.

A dispetto dei risultati, l'avvio della suddetta stagione non era stato dei più incoraggianti, con una pesante sconfitta (1-6) subìta in precampionato per mano del Bologna. Proprio tale rovescio fu tuttavia alla base dei futuri successi del Trio Magico: preso atto che un «attacco atomico» non poteva bastare, da solo, a dare equilibrio alla squadra, da lì in avanti capitan Boniperti arretrò definitivamente a centrocampo, per poter all'occorrenza fornire aiuto anche in fase difensiva ai due mediani di copertura, Colombo ed Emoli. Da questo nuovo assetto, che vedeva inoltre Corradi e Garzena impiegati come terzini, e il diciannovenne Stacchini (il quale sfruttò i guai fisici del titolare Stivanello) all'ala, ne scaturì una Juventus dalla retroguardia solida seppur non ermetica, ma con un attacco praticamente senza eguali in campionato.
Peraltro, l'amalgama tra gli uomini del Trio non fu dei più semplici anche a causa di una difficile convivenza, che spesso sfociava in rivalità sul campo, tra Boniperti e Sívori – frequenti gli screzi tra i due, con l'italiano che mal sopportava lo scarso impegno dell'oriundo fuori dal campo e Charles, da subito divenuto l'uomo-spogliatoio della squadra, a fare sovente da paciere (rimane nella memoria una sberla data dal gallese al sudamericano, sotto l'occhio delle cineprese, onde placarne l'irruenza) – e quella ben più aspra tra l'italo-argentino e l'allenatore jugoslavo. Ciò nonostante, l'intesa e l'amicizia tra la nuova «strana coppia» d'attacco sbocciò immediatamente fin dalle prime uscite, fugando i molti dubbi della vigilia circa due giocatori dai tratti così differenti, tanto che il capocannoniere Charles – acclamato come il miglior giocatore del campionato – e Sívori chiusero al primo e terzo posto la classifica marcatori della stagione, con 28 e 22 reti rispettivamente, per un totale di 96 marcature totali della squadra torinese in 43 partite.
(John Charles)

Charles e Boniperti si allenano agli ordini di Parola, tecnico juventino (in tandem col collega Cesarini) a cavallo degli anni 50 e 60; Parola ritornerà poi sulla panchina bianconera a metà degli anni 70.

Nell'annata successiva ci fu un piccolo, inaspettato, passo indietro, con un campionato chiuso al quarto posto. La Juventus raddrizzò tuttavia la stagione vincendo la sua terza Coppa Italia, sollevata a San Siro in casa dell'Inter (4-1), siglando complessivamente 106 gol in 45 match di un'annata altresì segnata dalla "guerra" tra Sívori e Broćić, che già in novembre portò all'allontanamento di questo ultimo in favore del traghettatore Teobaldo Depetrini.

#### 1959-1961

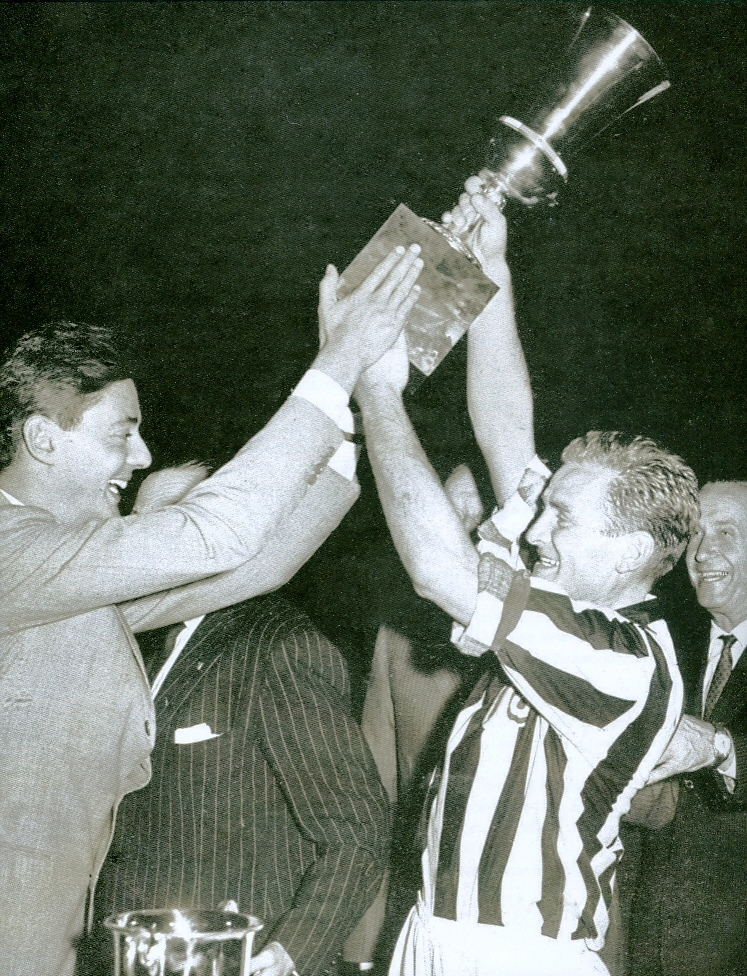
Il Dottor Agnelli e capitan Boniperti sollevano la Coppa Italia 1959-1960

È nel biennio successivo che la formazione sabauda tornò stabilmente ai vertici del calcio italiano. In panchina, affiancato da un'altra gloria del passato bianconero quale Carlo Parola, da qualche mese aveva fatto ritorno da oltreoceano (dopo una prima esperienza nell'immediato secondo dopoguerra) quel Cesarini benvoluto dall'attaccante oriundo, il solo capace di porre un freno all'impeto del Cabezón e d'incanalarne al meglio il talento per metterlo al servizio della squadra. Con questo assetto, nel 1960 il club conquistò per la prima volta nella sua storia il double, ovvero l'accoppiata composta da scudetto e coppa nazionale, fin lì riuscita in Italia solamente al Grande Torino.
Il Trio Magico disputò quella che rimane la sua miglior stagione, trascinandosi dietro tutta la squadra bianconera che si espresse, di conseguenza, con un gioco a tratti altamente spettacolare: con 120 reti a favore in 54 gare, in campionato il Cabezón e il Gigante Buono, imbeccati da un Boniperti ormai stabilmente a suo agio nei panni del regista, fecero loro nuovamente il primo e terzo posto della classifica marcatori, col titolo di capocannoniere che stavolta andò appannaggio di Sívori. I piemontesi presero la testa della classifica alla quarta giornata e la mantennero sino al termine, rintuzzando gli attacchi degli storici avversari del tempo, i viola e le due meneghine, «narcotizzando» di fatto un campionato vinto con relativa facilità e chiuso con un bottino di 92 reti assolute (secondo storicamente solo alle 95 reti della Fiorentina 1958-1959) delle quali 41 in trasferta, primato ancora oggi in essere nei massimi tornei italiani a 18 squadre. In Coppa Italia, sempre a Milano, quest'anno fu la Fiorentina a soccombere in una finale risolta ai tempi supplementari (3-2), esito che fece della Juventus la prima formazione, nella storia della competizione, a vincere consecutivamente il trofeo.

Cesarini, direttore tecnico del club nell'annata del primo double della storia bianconera, scherza con Boniperti, Nicolè e Charles.

Nel 1960-1961, ultima stagione che vide in campo il tridente Boniperti-Charles-Sívori, la Vecchia Signora conquistò il suo dodicesimo titolo nazionale. Con un bilancio di 87 reti segnate in 41 partite nel corso dell'annata i campioni in carica, che videro l'integrazione dell'ala offensiva Bruno Mora, non partirono al meglio in Serie A (con il direttore tecnico Cesarini «dimissionato» sul finire del 1960, e sostituito nel ruolo dallo svedese Gunnar Gren) uscendo solo alla distanza, dovendo attendere la primavera per agganciare e poi sopravanzare la capolista, quella che diverrà l'Inter di Herrera. Nell'ultima partita della stagione, la contestata ripetizione di Juventus-Inter resa ormai ininfluente dai sopravvenuti fatti del Cibali, e terminata in goleada (9-1) – in cui i nerazzurri schierarono per protesta la loro formazione De Martino, e per cui mise a segno la rete della bandiera un esordiente Sandro Mazzola –, Sívori eguagliò Silvio Piola come i soli capaci di siglare sei reti in una singola partita di Serie A, mentre al termine dell'incontro capitan Boniperti, all'età di trentadue anni e ancora in perfette condizioni fisiche, con le parole «io non gioco più» consegnò i suoi scarpini al magazziniere, dando l'addio all'attività calcistica; ritornerà alla Juventus dieci anni più tardi, stavolta da presidente.

### L'epilogo

Sívori, Charles e Boniperti, negli spogliatoi dopo l'1-1 interno col, festeggiano la vittoria dello scudetto 1960-1961.

Quel 10 giugno 1961, in cui i bianconeri festeggiarono, nel centenario dell'Unità d'Italia, il terzo scudetto in quattro anni, segnò di fatto la fine dell'epoca di successi del Trio Magico. Al termine dell'anno solare, grazie al suo status di oriundo, il 12 dicembre il Cabezón diventò il primo giocatore italiano, della massima serie italiana e al contempo il primo juventino, a essere eletto calciatore europeo dell'anno: si trattò dell'ultimo colpo di coda di un ciclo vincente dipanatosi nell'arco di un quadriennio.
Dopo il ritiro di Boniperti – il quale deterrà i primati bianconeri di reti in competizioni ufficiali (183) e di presenze in Serie A (443) per i seguenti quarant'anni –, e l'avvicendamento alla presidenza tra Umberto Agnelli, chiamato a incarichi societari in FIAT, e il deputato Vittore Catella, la squadra torinese disputò un deludente campionato chiuso al dodicesimo posto; fu l'ultima annata in Piemonte di un Charles rallentato da un'operazione al ginocchio che ne minerà il prosieguo della carriera italiana, e che nel 1962, assieme ad altri compagni di squadra, venne ritenuto non adatto agli schemi del nuovo allenatore, il brasiliano Paulo Amaral, facendo definitivamente ritorno (salvo una breve quanto effimera parentesi alla Roma) in Gran Bretagna. Sívori rimase invece a Torino sino al 1965, divenendo nel frattempo il nuovo capitano della squadra bianconera ma scegliendo, in quell'anno, di svestirne a malincuore la maglia per accasarsi al Napoli, in fuga dalla sempre più rigida disciplina tattica richiesta dal nuovo tecnico juventino, il ginnasiarca Heriberto Herrera.
(Ernesto Ferrero, 2013)

Sívori batte il giovane portiere nerazzurro – lo farà per sei volte – in Juventus-Inter (9-1) del 10 giugno 1961, l'ultima partita che vide scendere in campo il Trio Magico.

Boniperti, in seguito riconosciuto come il calciatore più rappresentativo nella storia della società, assunse la presidenza del club su richiesta dell'Avvocato Agnelli all'inizio degli anni 70, carica mantenuta sino al 1990 e seguita da un trennio (1991-1994) come amministratore delegato. La sua gestione presidenziale diede inizio a uno dei maggiori periodi di successo di una squadra di club italiana, in cui la Vecchia Signora fece incetta di trofei e primati senza riscontri in campo nazionale e internazionale. Ciò fece di Boni una delle personalità più importanti nella storia del movimento calcistico del bel paese, inserito nel 2012 nella Hall of Fame del calcio italiano e, nell'anno successivo, premiato con un riconoscimento alla carriera sportiva da parte del Comitato olimpico nazionale italiano (CONI).
Ritenuto tra i migliori giocatori britannici della storia, Charles riceverà numerosi riconoscimenti: già terzo classificato al Pallone d'oro 1959 dietro ai soli Di Stéfano e Kopa, nel 1997, in occasione del centenario della società piemontese, venne votato dai sostenitori juventini quale miglior giocatore non italiano della storia bianconera, davanti a calciatori di rilievo quali Boniek, Brady, Platini, Zidane e lo stesso Sívori; venne inoltre eletto miglior straniero di sempre nel calcio italiano sopravanzando, tra gli altri, Liedholm, Maradona e van Basten mentre, per i servizi resi allo sport, fu inserito nelle Hall of Fame dello sport gallese (1993) e del calcio inglese (2002); il 16 giugno 2001 venne insignito dalla regina Elisabetta membro dell'Ordine dell'Impero Britannico con il grado di Comandante (CBE) e, tre anni più tardi, eletto dalla Federazione calcistica del Galles (FAW) quale suo miglior calciatore nel periodo 1954-2003.

Sívori, sotto lo sguardo di Umberto Agnelli, riceve il Pallone d'oro 1961.

Il Cabezón sarebbe stato nominato, nel 2000, nella lista dei migliori cinquanta giocatori del XX secolo stilata dall'Istituto Internazionale di Storia e Statistica del Calcio (IFFHS). Dopo il ritiro dell'attività agonistica rimase legato ai colori bianconeri – tanto da chiamare la sua tenuta in Argentina La Juventus – divenendo osservatore del club per il Sudamerica. Sia lui sia Boniperti, infine, sono stati inseriti, nel 2004, nella FIFA 100, una lista dei migliori calciatori allora viventi della storia del calcio elaborata dalla Federazione Internazionale del Calcio (FIFA), con la supervisione di Pelé, in occasione delle celebrazioni per il centenario dell'organizzazione mondiale.

## Impatto nella società italiana
Il periodo di storia juventina compreso tra la fine degli anni 50 e l'inizio degli anni 60, di cui fece parte il Trio Magico, oltre a essere ritenuto il secondo grande ciclo di vittorie del club nonché il primo di una squadra di calcio italiana dalla sciagura di Superga – evento che segnò l'inizio del «dopoguerra calcistico» –, ebbe anche un forte impatto nella società nazionale durante il secondo dopoguerra. Quella squadra, come osservarono il sociologo Giovanni Bechelloni un quarto di secolo dopo, e lo storico inglese John Foot all'inizio del terzo millennio, accompagnò la crescita di un'intera generazione di tifosi bianconeri e divenne il simbolo sportivo del miracolo economico in virtù di un notevole incremento del bacino di simpatizzanti a seguito della massiccia immigrazione meridionale a Torino nei primi anni del decennio, consolidandosi come la prima tifoseria sportiva italiana diffusa a livello nazionale; un processo che aveva avuto inizio già tre decadi prima:
(Giovanni Bechelloni, 1986)

I tifosi bianconeri portano in trionfo Boniperti e Sívori, dopo la conquista dello scudetto del 1959-1960.

Per un altro storico come Giovanni De Luna, i flussi migratori verso il capoluogo piemontese e le contemporanee vittorie del club durante quel periodo permisero un maggior avvicinamento da parte dei sostenitori bianconeri del Sud Italia, per i quali la Juventus «non era più la lontana espressione di un sogno di vittoria, raggiungibile solo attraverso i giornali, la radio, la televisione, ma un'entità finalmente concreta, visibile, continuamente a portata di mano» in quanto «grazie alla maggiore circolazione delle persone, al riplasmarsi delle identità collettive, all'abbattimento delle barriere regionali e perfino linguistiche, il tifo juventino si diffuse in maniera più incisiva e generalizzata in particolare nel Mezzogiorno», rappresentando lo spirito del nuovo lavoratore immigrato in Piemonte; un fenomeno sociale che sarebbe giunto a compimento qualche anno più tardi, con la «squadra meridionale» pluricampione d'Italia degli anni 70.

## Statistiche
| Competizione      | Pos. | Pt | G  | V  | N  | P | GF | GF/P | GS | GS/P | DR  |
| ----------------- | ---- | -- | -- | -- | -- | - | -- | ---- | -- | ---- | --- |
| Serie A 1957-1958 | 1º   | 51 | 34 | 23 | 5  | 6 | 77 | 2,26 | 44 | 1,29 | +33 |
| Serie A 1958-1959 | 4º   | 42 | 34 | 16 | 10 | 8 | 74 | 2,18 | 51 | 1,50 | +23 |
| Serie A 1959-1960 | 1º   | 55 | 34 | 25 | 5  | 4 | 92 | 2,70 | 33 | 0,97 | +59 |
| Serie A 1960-1961 | 1º   | 49 | 34 | 22 | 5  | 7 | 80 | 2,35 | 42 | 1,24 | +38 |

## Elenco di rose
- Rosa 1957-1958

- Rosa 1958-1959

- Rosa 1959-1960

- Rosa 1960-1961

## Galleria d'immagini

Formazione della Juventus durante la stagione 1957-1958
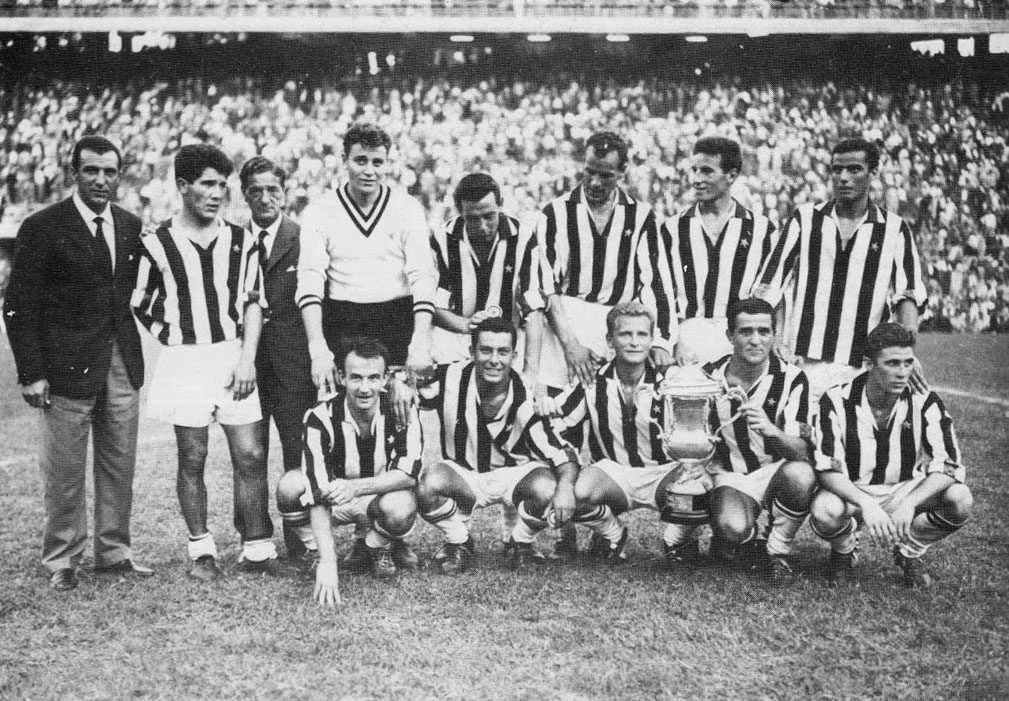
Formazione della Juventus durante la stagione 1958-1959
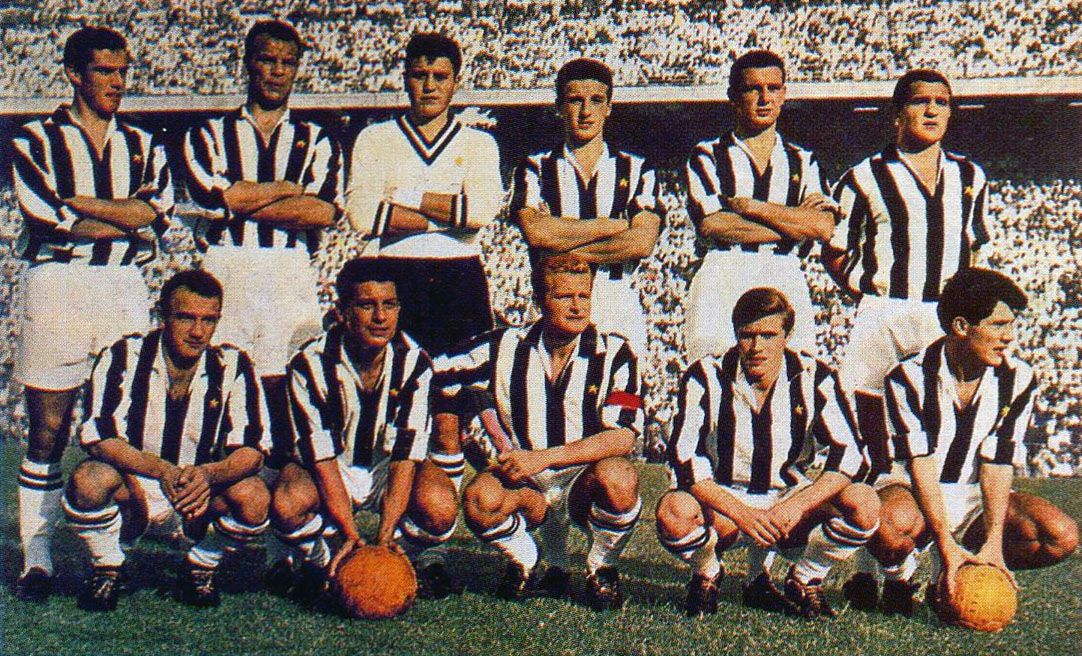
Formazione della Juventus durante la stagione 1959-1960
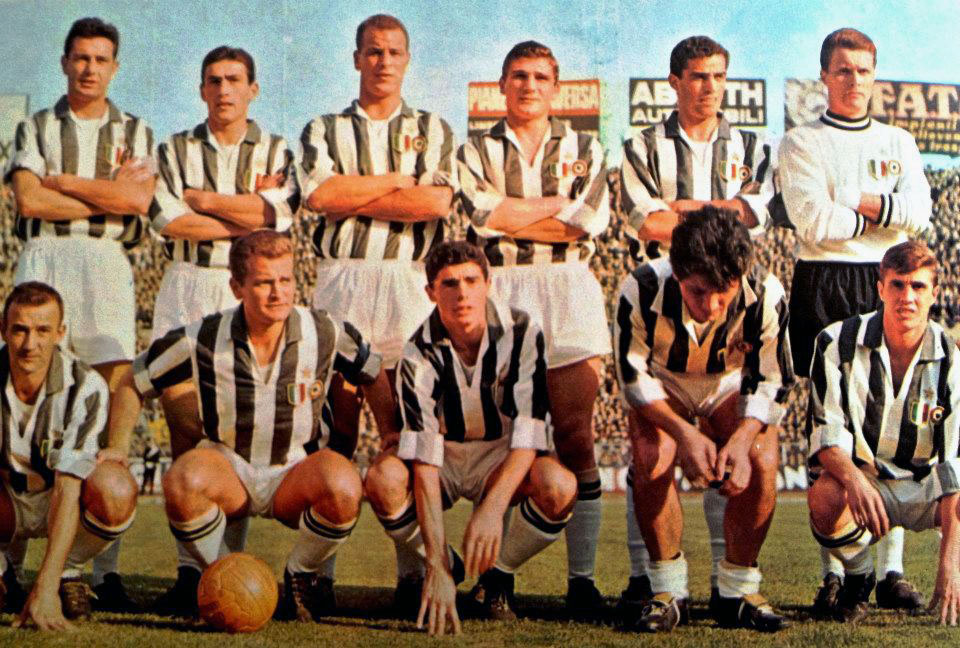
Formazione della Juventus durante la stagione 1960-1961
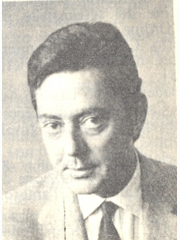
Umberto Agnelli
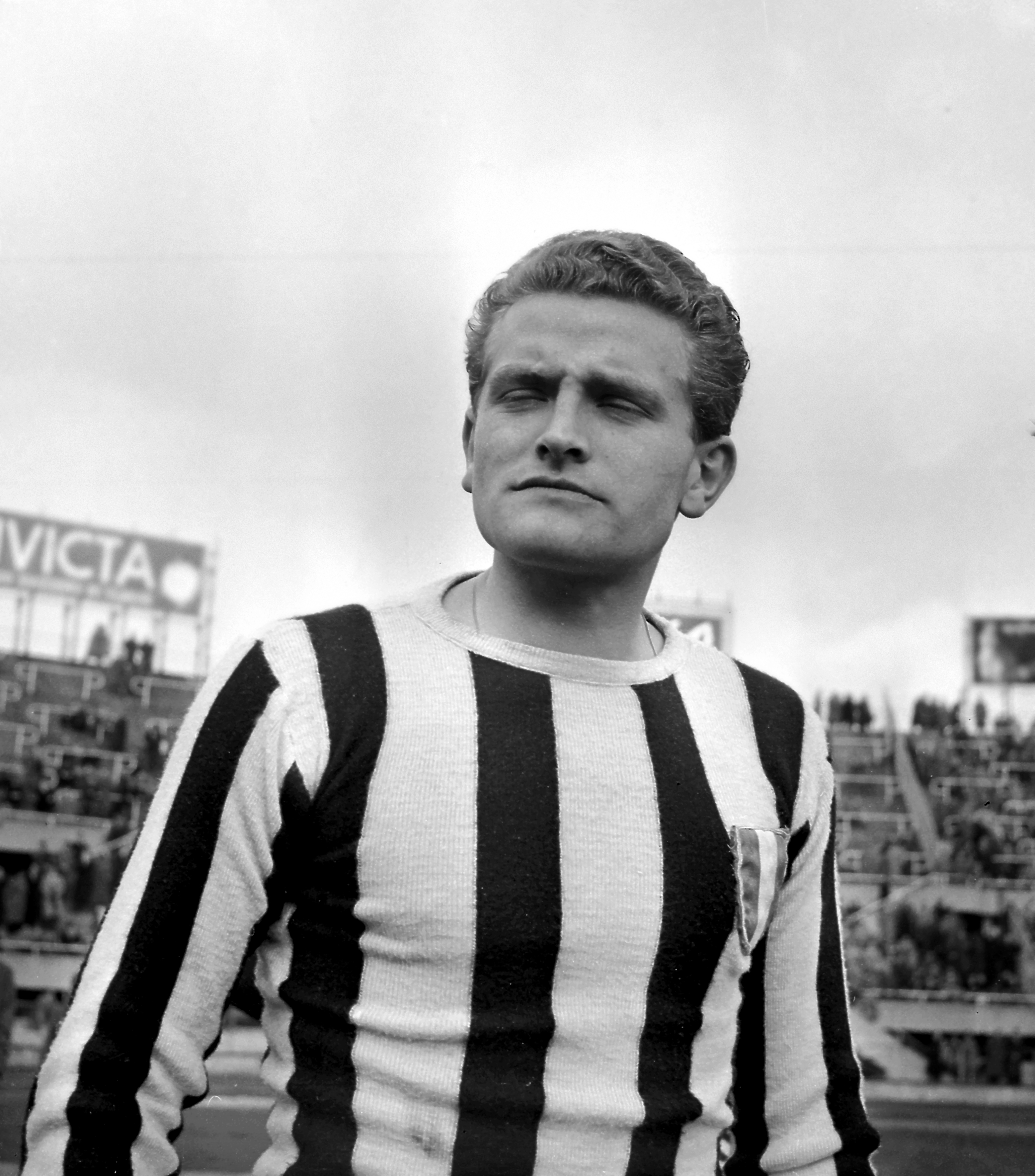
Giampiero Boniperti
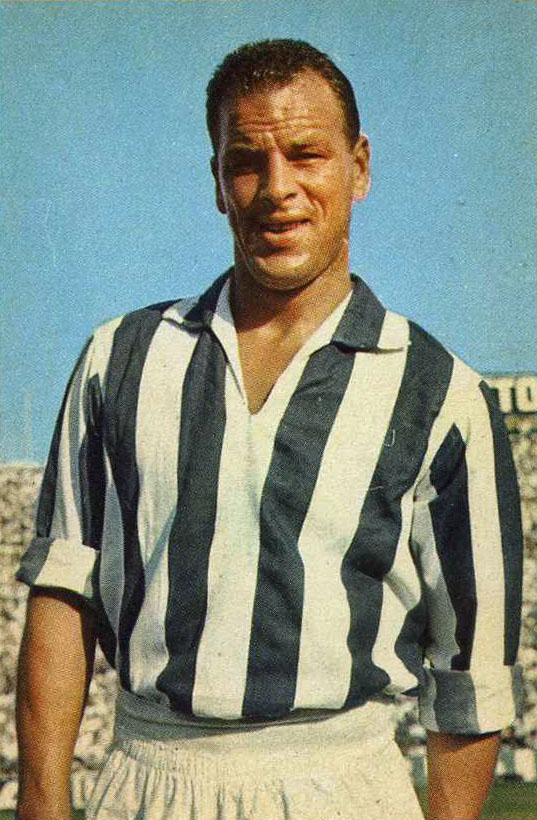
John Charles
Omar Sívori